# Luther Burrell
Luther Davis Burrell (Huddersfield, 6 dicembre 1987) è un ex rugbista a 15 e rugbista a 13 britannico che dal 2019 milita come Centro nei Warrington Wolves in Super League.

## Palmarès
- Premiership: 1
Northampton: 2013-14
- Challenge Cup: 1
Northampton: 2013-14